# Châu Âu

Các tiểu vùng của Châu Âu - CIA World Factbook
Bắc Âu
Tây Âu
Trung Âu
Nam Âu
Đông Nam Âu
Tây Nam Âu
Đông Âu

Châu Âu hay Âu Châu (tiếng Latinh: Europa, tiếng Anh: Europe) về mặt địa chất và địa lý là một bán đảo hay tiểu lục địa, hình thành nên phần cực tây của đại lục Á-Âu, hay thậm chí Âu-Phi-Á, tùy cách nhìn. Theo quy ước, nó được coi là lục địa, trong trường hợp này chỉ là sự phân biệt thuần về văn hóa hơn là địa lý. Phía Bắc giáp Bắc Băng Dương, phía Tây giáp Đại Tây Dương, phía Nam giáp Địa Trung Hải và biển Đen, tuy nhiên về phía Đông thì hiện không rõ ràng. Tuy nhiên có thể coi dãy núi Ural được coi là vùng đất với địa lý và kiến tạo rõ rệt đánh dấu ranh giới giữa châu Á và châu Âu (xem chi tiết trong bài Địa lý châu Âu). Khi được coi là lục địa thì châu Âu thuộc loại nhỏ thứ 2 thế giới về diện tích, vào khoảng 10.180.000 km², và chỉ lớn hơn Châu Đại Dương. Xét về dân số thì nó là lục địa xếp thứ 4 sau châu Á, châu Phi và châu Mỹ.

## Từ nguyên
Tên gọi trong tiếng Việt của châu Âu bắt nguồn từ tên gọi tiếng Trung "歐洲" (âm Hán Việt: Âu châu). Chữ "Âu" 歐 trong "Âu châu" 歐洲 là gọi tắt của "Âu La Ba" 歐羅巴. "Âu La Ba" (歐羅巴 - "Ōu luó bā") là phiên âm tiếng Trung của danh xưng tiếng Bồ Đào Nha "Europa".
Từ "Europa" trong tiếng Bồ Đào Nha bắt nguồn từ tên gọi tiếng La-tinh "Europa".
Nàng Europa (tiếng Hy Lạp: Ευρώπη; xem thêm Danh sách các địa danh Hy Lạp cổ đại) là một công chúa con vua Agenor xứ Týros trong thần thoại Hy Lạp, bị thần Zeus - cha của các vị thần - dưới dạng một con bò trắng dụ đưa đến đảo Crete (Kríti), tại đó nàng hạ sinh Minos - sau là chúa đảo Crete. Trong các tác phẩm của Homer, Ευρώπη là tên vị hoàng hậu thần thoại của đảo Crete, chứ không phải địa danh. Sau đó, từ này trở thành tên gọi của mảnh đất Hy Lạp và đến năm 500 TCN, ý nghĩa của nó được dùng rộng ra cho cả phần đất đó lên tận phía bắc.
Xét rộng ra thì từ này trong tiếng Hy Lạp gồm hai từ eurys ("rộng") và ops ("mặt"), tuy nhiên giả thuyết này không rõ ràng. Một số nhà ngôn ngữ học đưa ra một giả thuyết khác dựa trên nguồn gốc dân gian là từ này có gốc từ tiếng Semit, bản thân lại mượn từ erebu trong tiếng Akkad, nghĩa là "mặt trời lặn" (tức phương Tây) (xem thêm Erebus). Đứng từ phía châu Á hay Trung Đông thì đúng là Mặt Trời lặn ở phần đất châu Âu–mảnh đất phía tây. Cũng thế, tên gọi châu Á có gốc từ asu trong tiếng Akkad, nghĩa là "mặt trời mọc", chỉ vùng đất phía đông dưới góc nhìn của một người Lưỡng Hà.
Ở Việt Nam, châu Âu còn được biết đến với cái tên "Lục địa già", chú ý phân biệt với thuật ngữ Cựu Thế giới để chỉ Lục địa Phi-Á Âu.
Bản đồ châu Âu chứa các liên kết, thể hiện các biên giới địa lý thông thường (chú thích: xanh lam = nằm hoàn toàn ở châu Âu; đen = nằm trên cả châu Á và châu Âu; xanh lá cây = đôi khi được tính vào châu Âu nhưng theo địa lý nằm ngoài biên giới châu Âu)

## Lịch sử

### Sự hình thành của châu Âu
Châu Âu có quá trình lịch sử xây dựng văn hóa và kinh tế lâu đời, có thể xét từ Thời đại đồ đá cũ (Paleolithic). Việc khám phá ra những viên đá hình bàn tay có độ tuổi cách đây 800.000 năm theo phương pháp định tuổi cácbon mới đây tại Monte Poggiolo, Ý, có thể có những ý nghĩa đặc biệt.

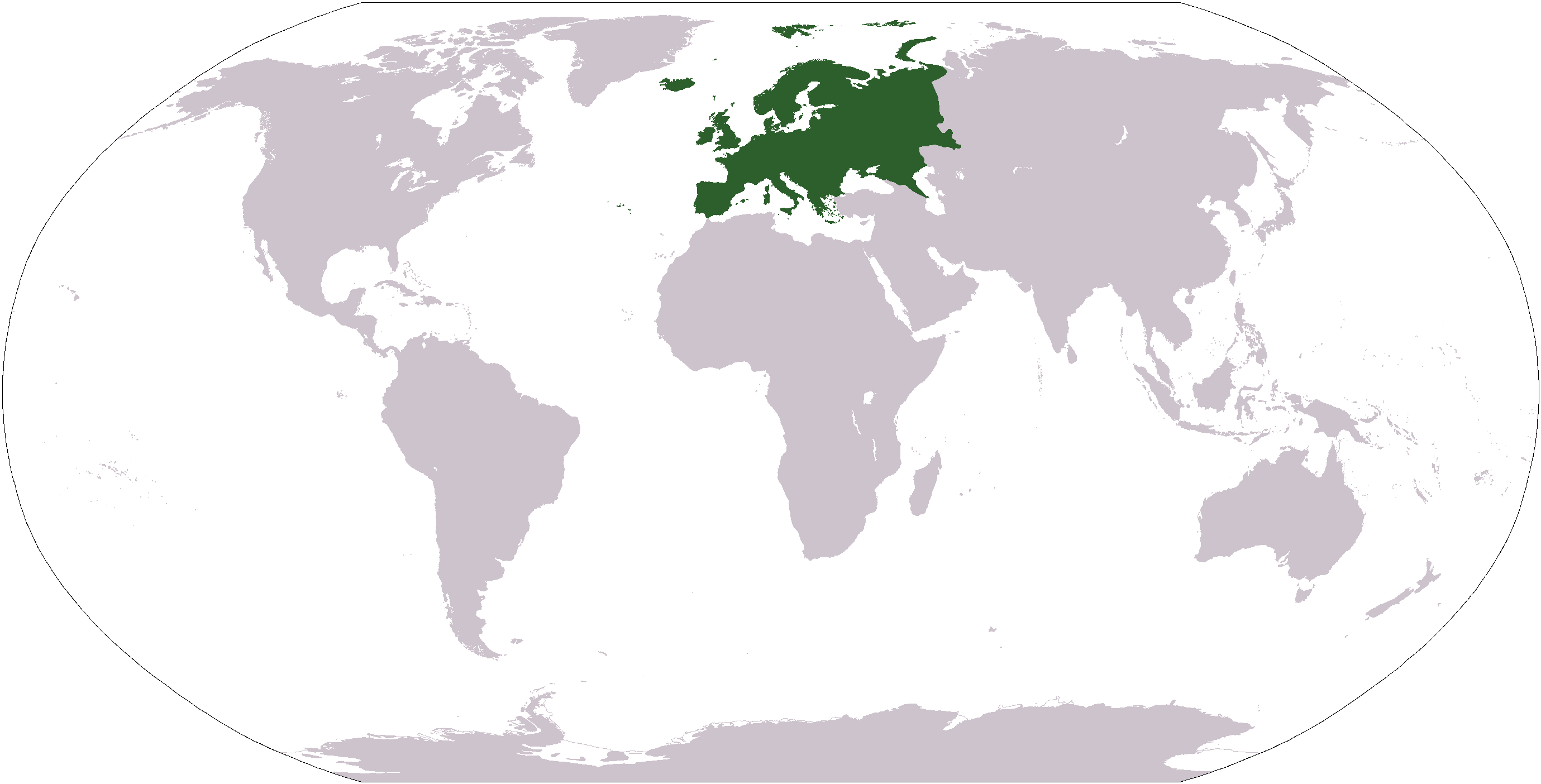
Bản đồ thế giới chỉ vị trí của châu Âu

Nền văn minh Hy Lạp cổ đại được coi là "Bà mẹ của châu Âu". Tương truyền, người Troia ở Tiểu Á đã bắt cóc vợ của vua Menelaus người Hy Lạp. Để đáp trả, quân Hy Lạp vượt biển làm nên cuộc chiến tranh thành Troia, và phá tan được thành này. Nền văn hóa Hy Lạp bấy giờ có biết bao nhiêu là anh tài xuất chúng như Homer, Hesiod, Callinus người xứ Ephesus, Xenophanes người xứ Colophon... về thi ca, Aristotle và Plato về triết học, Pythagoras người đảo Samos về toán học, Herodotos, Thucydies, Xenophon... về sử học. Trong các thành bang Hy Lạp cổ, Nhà nước chính trị đầu sỏ Sparta (Lacedaemon) thì tập trung xây dựng chủ nghĩa quân phiệt, còn nước Cộng hòa Athena dân chủ thì phát triển hoàng kim dưới thời cầm quyền của lãnh tụ Perikles. Cũng có những Nhà nước quân chủ, tỷ như đảo Samos của ông vua hải tặc Polycrates, và cũng có những Nhà nước độc tài, điển hình là các thành bang chư hầu của người Ba Tư ở Tiểu Á (Từ năm 559 trước Công Nguyên (TCN) vua Cyrus Đại Đế khởi lập Đế quốc Ba Tư và chinh phạt phần phía đông cũng nền văn minh Hy Lạp). Nhờ tài năng của mình, các chiến binh Hy Lạp ở châu Âu đã cầm chân và đánh tan tác quân xâm lược Ba Tư trong những trận đánh lừng lẫy. Người Hy Lạp cũng tổ chức những kỳ Thế vận hội trên núi Olympus, trong đó có nhiều môn thi đấu. Người Athena kể từ thời Perikles là trung tâm của nền văn minh Hy Lạp xưa. Nhưng từ năm 431 TCN đến năm 404 TCN, người Sparta đánh Athena trong cuộc Chiến tranh Peloponnesus dẫn đến sự suy sụp của thành bang Athena cũng như của chế độ dân chủ, thống soái Sparta là Lysandros ca khúc khải hoàn. Tuy Athena nỗ lực hồi phục nhưng họ không thể nào làm đàn anh của thế giới Hy Lạp cổ. Nhưng đến Sparta hùng mạnh cũng bị quân Thebes đánh bại trong trận Leuctra vào năm 371 TCN. Vào thế kỷ thứ IV trước Công nguyên, khi tộc Hy Lạp cứ đánh nhau suốt mà không có ai làm bá chủ, Vương quốc Macedonia vươn lên, vua Philippos II xuất chinh đánh tan nát liên quân Athena - Thebes, dẫn đến sự kết liễu nền độc lập của các thành bang Hy Lạp. Vào thế kỷ thứ IV trước Công nguyên, tộc Hy Lạp có Vương quốc Macedonia vươn lên, vua Alexandros Đại Đế (trị vì: 336 - 323 trước Công nguyên) mở rộng bờ cõi đất nước cho đến tận sông Ấn trong một loạt cuộc chinh phạt lẫy lừng của ông, nhưng những cuộc chiến tranh liên miên này kết thúc sau khi ông qua đời.

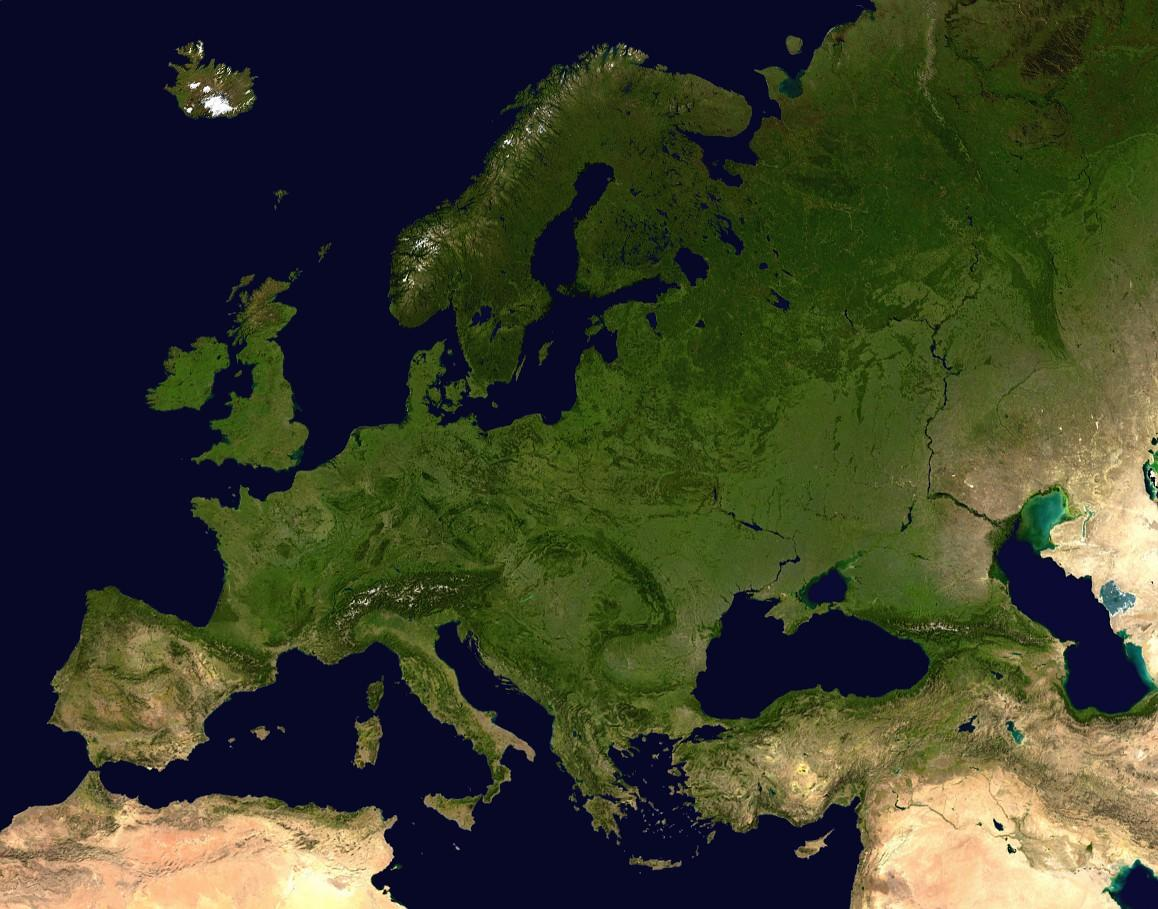
Hình châu Âu tổng hợp từ vệ tinh

Nhờ có Alexandros Đại Đế mà nền văn minh Hy Lạp truyền bá mạnh mẽ đến Á châu, tạo nên các quốc gia Hy Lạp hóa. Vào năm 753 TCN, Vương quốc La Mã ra đời với việc vua Romulus gầy dựng "kinh thành vĩnh cửu" La Mã. Sau khi lật đổ vua Tarquin Kiêu hãnh và năm 510 trước Công Nguyên thì người La Mã thiết lập nền Cộng hòa do các quan Tổng tài trị nước. Thoạt đầu họ lâm chiến với Vương quốc Ipiros do vua Pyrros trị vì (282 – 272 TCN), và dù ban đầu ông vua mạo hiểm này giữ được xứ Syracuse, Syracuse thất thủ và nhà toán học lỗi lạc Archimedes bị lính La Mã giết hại trong trận chiến này (212 TCN). Trước vó ngựa của người La Mã, nền văn minh Hy Lạp cùng các vương quốc cuối cùng đã chinh phạt được nền văn minh Hy Lạp xưa, và dần dần tiêu diệt luôn cả các quốc gia Hy Lạp hóa. Thời bấy giờ, Cicero là nhà hùng biện xuất sắc nhất của La Mã. Danh tướng Julius Caesar thắng lớn trong các cuộc nội chiến La Mã, khi ông ta lên làm nhà độc tài, có người cảm thấy lo sợ nền Cộng hòa sụp đổ nên đã lập mưu giết ông vào năm 44 trước Công Nguyên. Cuối cùng cháu ông là Augustus lật đổ chế độ Cộng hòa và lên ngôi Hoàng đế, thành công vang dội trong việc thiết lập Đế quốc La Mã. Vào năm 9, quân La Mã đại bại trong trận chiến Teutoburg với các bộ lạc người German do tù trưởng Hermann chỉ huy. Cuộc xâm lược Đức của người La Mã hoàn toàn thất bại và chiến công hiển hách giải phóng Đức của Hermann đã mở đường cho sự phát triển riêng biệt của nền văn hóa dân tộc Đức. Nền văn minh La Mã sản sinh những nhân tài sử học như Titus Livius, Plutarchus. Cùng thời đó, Ki-tô giáo cũng ra đời ở Tây Á, với những lời giáo huấn của Chúa Giêsu người xứ Nazareth. Ngài bị đóng đinh tại Jerusalem dưới triều Hoàng đế Tiberius (trị vì: 14 - 37). Khi quân La Mã xâm lược đảo Anh, vị Nữ hoàng tóc đỏ Boudicca kêu gọi nhân dân kháng chiến, nhưng bị đánh bại. Đế quốc La Mã thái bình thạnh trị dưới các triều Hoàng đế Nerva, Traianus, Hadrianus, Antoninus Pius và Marcus Aurelius từ năm 96 đến năm 180. Nerva cứu giúp người bần hàn, Traianus thì sáng suốt và có tài dụng binh, Hadrianus thì bảo trợ nghệ thuật và kiến trúc, Antoninus Pius thì hiển đức còn Marcus Aurelius thì quả là một ông vua - hiền triết đức độ, với tinh thần trách nhiệm cao. Người Goth (tộc German) tấn công La Mã vào năm 250 và hủy diệt quân đội của Hoàng đế Decius, giết được cả Decius. Sau một thời kỳ đại loạn, Hoàng đế Diocletianus (trị vì: 284 – 305) gầy dựng lại cơ đồ La Mã, xuất chinh thắng địch mang lại vẻ vang cho Đế quốc. Với các Hoàng đế Domitianus, Marcus Aurelius, Decius và Diocletianus, Ki-tô giáo bị trấn áp tàn nhẫn. Cũng từ thời Diocletianus, Đế quốc La Mã bị chia cắt thành 2 nước. Ông trị vì phần phía đông, từ đó khởi lập Đế quốc Đông La Mã. Hoàng đế Constantinus I Đại Đế dời đô về thành Tân La Mã, từ đó thành La Mã không còn làm kinh đô của đất nước mà chính nó lập ra nữa. Với những chiến công hiển hách của Constantinus I Đại Đế, Đế quốc La Mã thống nhất. Cũng trong thời điểm này lần đầu tiên Ki-tô giáo trở thành quốc giáo của La Mã.
Người Goth càng ngày hùng mạnh làm Hoàng đế Theodosius I Đại Đế phải gặp nhiều gian nan, để bảo vệ Đế quốc La Mã. Trong triều vua này Ki-tô giáo hoàn toàn là tôn giáo hợp pháp duy nhất của Đế quốc La Mã. Khi ông qua đời vào năm 395, Đế quốc La Mã không bao giờ được thống nhất nữa. Vào năm 410, khi có loạn người La Mã phải rời khỏi đảo Anh, tạo điều kiện cho nước Anh trỗi dậy. Vào năm 441, vua Attila kéo đại binh Hung Nô vào phá tan tành vài thành phố của người Tây La Mã, song quân Tây La Mã của danh tướng Flavius Aetius hợp binh với vua người Tây Goth là Theodoric và đánh tan tác quân đội tinh nhuệ của Attila trong trận đánh lớn tại Chalons (451). Mối đe dọa từ người Hung Nô bị đẩy lùi. Trước cuộc tấn công của người German, Đế quốc Tây La Mã sụp đổ vào năm 476 đời Hoàng đế Romulus Augustus. Từ đó, châu Âu đã bước vào một thời kỳ dài đầy biến động thường được biết đến dưới tên gọi Thời kỳ Di cư. Thời kỳ đó còn gọi là "Thời kỳ Đen tối" theo các nhà tư tưởng Phục Hưng, và là "Thời kỳ Trung cổ" theo các nhà sử học đương đại và những người thuộc phong trào Khai sáng. Trong suốt thời gian này, các tu viện tại Ireland và các nơi khác đã gìn giữ cẩn thận những kiến thức đã được ghi chép và thu thập trước đó. Đến năm 610, người Avar và Quân đội Ba Tư tiến đánh Đế quốc Đông La Mã, Hoàng đế Phocas không giữ được nước, bị Heraclius hạ bệ. Là người có tài dụng binh, Heraclius phản công đại phá tan nát quân Ba Tư, Đế quốc Ba Tư đại bại vào năm 627. Nhưng đúng lúc đó, người Ả Rập Hồi giáo trỗi dậy mãnh liệt dưới sự lãnh đạo của nhà tiên tri Muhammad ở Tây Á. Vào năm 632, vó ngựa của người Ả Rập tung hoành trên Đế quốc Đông La Mã. Hoàng đế Heraclius xuất chinh, bị thảm bại tại Yarmouk (636). Vào năm 638, ông tiếp tục mất thành Jerusalem về tay quân Ả Rập do Khalip Omar thân chinh thống suất. Bước tiến của người Ả Rập vào Âu châu chỉ bị một bộc lạc người German là người Frank do Carolus Martellus chỉ huy chặn đứng tại Tours (732). Dưới triều vua Carolus Magnus (trị vì 768 - 814), Đế quốc Frank cường thịnh tung hoành ngang dọc khắp cõi Âu châu. Đế quốc Frank bấy giờ có cương thổ từ biển Đại Tây Dương cho đến sông Danube, từ Hà Lan cho đến Provence. Ông cũng củng cố vùng núi Pyrenees nhằm chống lại các cuộc cướp phá của quân Ả Rập. Vào năm 800, Giáo hoàng Lêô III tấn phong Carolus Magnus làm Hoàng đế. Từ đây, một Đế quốc Ki-tô giáo ở Tây phương được hình thành, độc lập với Đế quốc Đông La Mã. Chế độ phong kiến được dựng xây, người Frank bấy giờ coi như đã hợp nhất Âu châu, nhưng sự thống nhất này cũng tan thành mây khói sau khi Carolus Magnus qua đời. Các vua kế tục Carolus Magnus đánh lẫn nhau, và theo Hiệp định Verdun (843) thì các quốc gia Đức và Pháp ra đời.
Vua Heinrich der Finkle (trị vì: 912 - 936) là người có công đưa nước Đức trở thành một liệt cường của châu Âu thời Trung Cổ. Ông ngự tại kinh thành Mamleben ở vùng núi Harz, và chinh đông, dựng xây các thành phố đồng thời ngăn chặn những cuộc xâm lược của người Magyar, người Slav và ngưới Đan Mạch. Con ông là vua Otto I xứ Sachsen (trị vì: 936 - 973) xuất chinh đập tan tác quân xâm lược Magyar trong trận Lechfeld vang danh (955). Bước tiến công của người Magyar vào châu Âu hoàn toàn bị đẩy lùi. Sau chiến công hiển hách, Otto I được Giáo hoàng Gioan XIII tấn phong làm Hoàng đế, từ đây khởi lập Đế quốc La Mã Thần thánh. Trong khi ấy, Đế quốc Đông La Mã hưng thịnh với Hoàng đế Basil I (trị vì: 867 - 886), người có tài trị quốc đã củng cố sự vững mạnh của Đế quốc. Các Hoàng đế Leōn VI ho Sophos (886 - 912) và Kōnstantinos VII Porphyrogennētos (trị vì: 913 - 959) đưa kinh kỳ Constantinopolis trở nên phồn vinh và khuếch trương thương mại. Thời bấy giờ, ở vùng Balkan một quốc gia hùng mạnh trỗi dậy, trở thành kẻ kình địch của Đế quốc Đông La Mã. Đó là Đệ nhất đế chế Bulgaria, do các thủ lĩnh dũng mãnh Terbel, Crum và Omartag khởi lập. Người Bulgaria theo Ki-tô giáo Chính Thống, nhưng điều này không thể ngăn họ đánh nhau với người Đông La Mã. Sa hoàng Crum đã tuyên chiến với người Đông La Mã, tiêu diệt Hoàng đế Nicephorus I Dưới triều Sa hoàng Simeon I (trị vì: 893 - 927), ông xưng "Quốc vương và Đấng cầm quyền chuyên chính của người Hy Lạp và Bulgaria", khởi binh đánh thành Constantinopolis nhưng thất bại (924). Sang đời Sa hoàng Samuel (trị vì: 927 - 1014), ông dời đô về thành Ochrid tráng lệ. Hoàng đế Basil II đánh tan tác quân Bulgaria, lại còn đui mù đám tù binh, làm cho Samuel đau khổ và chết. Trong thời gian đó, vào năm 997, István I lên làm thủ lĩnh của người Magyar, sáng lập Vương quốc Hungary vào năm 1001 Từ thập niên 1030, người Thổ Seljuk hưng thịnh lên, liền tiến công Đế quốc Đông La Mã và thắng trận lớn ở Manzikert gần hồ Van (1071). Họ còn xâm phạm đến Vương quốc Gruzia hùng mạnh của vua David IV (trị vì: 1089 - 1125), nhưng ông xuất chinh đánh lui quân Seljuk ra khỏi kinh đô Tbilisi. Dưới triều Nữ vương Tamara, cung đình Gruzia bước vào giai đoạn hoàng kim. Văn hóa nở rộ, nhà thi hào Shot'ha Rust'aveli - từng được giáo dưỡng tại Hy Lạp - làm quan trong Triều đình Tamara và được coi là người tiếp bước cho cao trào Phục Hưng. Trước bước tiến mãnh liệt của người Thổ Seljuk, từ năm 1096 cho đến năm 1291, người Ki-tô giáo phải tiến hành tám cuộc Thập tự chinh lớn và nhiều cuộc chiến nhỏ chống người Ả Rập và người Seljuk. Một ví dụ điển hình là cuộc Thập tự chinh lần thứ ba do vua Anh Richard I, vua Pháp Philippe II Auguste và Hoàng đế La Mã Thần thánh Friedrich Barbarossa tiến hành, thất bại trong việc giành lại Jerusalem từ tay người Ả Rập. Cháu của Friedrich I Barbarossa là Friedrich II (trị vì: 1211 - 1250) vừa giữa nghiệp đế vừa làm vua xứ Sicilia. Là một "Kỳ nhân thiên hạ" (stupor mundi) ông khuếch trương nền văn hóa, đặt mầm mống cho thời kỳ Phục Hưng. Trong Đế quốc La Mã Thần thánh rộng lớn, Hoàng đế cũng muốn gầy dựng một nền thái binh thịnh trị. Sau thời ông thì Ý cũng có một nhân tài xuất sắc của nền thi ca Trung Cổ là nhà thi hào Dante Alighieri (1265 - 1320). Trong khi đó, vua Anh là John Lackland (trị vì: 1199 - 1216) bị mất xứ Normandy về tay người Pháp sau thất bại trong trận Bouvines (1214). Vào năm 1215, triều thần Anh ép John Lackland phải ký kết "Đại Hiến chương" (1215), mở ra truyền thống dân chủ của nước Anh.
Đời vua Edward III (trị vì: 1327 - 1377), nước Anh lâm vào cuộc Chiến tranh Một trăm năm tàn khốc. Đây là một cuộc chiến có nhiều giai đoạn lẻ tẻ. Ông ngự giá thân chinh hủy diệt thủy binh Pháp trong trận Sluys (1340), sau đó liên tiếp đánh bại quân Pháp trong trận Cressy vào năm 1346 và trận Poitiers vào năm 1356. Vua Henry V cũng xuất chinh đại phá quân Pháp trong trận Agincourt vào năm 1415. Trong trận Castillion vào năm 1453 quân Anh đại bại và cuộc chiến tranh mới chấm dứt. Nhưng vào năm 1475, vua Edward IV thân chinh khởi binh đánh Pháp, buộc người Pháp phải triều cống cho Vương quốc Anh. Cũng trong thời bấy giờ, khi người Thổ Seljuk suy sụp, người Thổ Ottoman trỗi dậy với Sultan Osman I (trị vì: 1281 - 1326). Trước vó ngựa khủng khiếp của người Thổ Ottoman, Đệ nhị đế chế Bulgaria đại bại phải chấp nhận làm chư hầu cho họ vào năm 1366. Tiếp theo đó, quân Ottoman hủy diệt quân đội Serbia trong trận Kosovo (1389) ác liệt. Sau cùng, Bulgaria bị sáp nhập vào Đế quốc Ottoman. Vào năm 1396, vua Hungary là Sigismund tổ chức Thập tự chinh, bị Sultan Bayezid I đánh cho đại bại trong trận Nicopolis trên sông Danube. Sau khi Sultan Murad II đánh tan tác một cuộc Thập tự chinh trong trận Varna (1444), Sultan Mehmed II công thành Constantinopolis và kết liễu Đế quốc Đông La Mã. Thời bấy giờ, nhà Habsurg của các Đại Quận công Áo lên làm Hoàng đế La Mã Thần thánh, đóng đô tại thành Viên. Đại Quận công Áo Karl lên ngôi Hoàng đế tức Karl V vào năm 1519. Vào năm 1526, ông trị vì một Đế quốc rộng lớn hơn bất kỳ một Đế quốc nào trong lịch sử Âu châu kể từ thời Karl I Đại Đế. Quân đội Đế quốc La Mã Thần thánh đại thắng trong trận chiến Pavia chống vua Pháp là François I vào năm 1526. Nhưng cũng trong thời này, ngọn lửa của phong trào Kháng Cách bùng lên với nhà thần học Đức lừng danh Martin Luther (1483 - 1546). Vào năm 1517, ông dán "95 luận đề" tố cáo việc Giáo hoàng sử dụng phép ân xá (indulgence) trên cửa Thành trị - Giáo đường Wittenberg. Phong trào Kháng Cách có lối suy nghĩ khác với thần học Trung Cổ về việc Thiên Chúa cứu rỗi các linh hồn khỏi tội lỗi. Điều này khiến Triều đình Karl V phải bận tâm vào việc trừng trị Kháng Cách. Nhưng một nhóm Vương hầu người Đức cũng đứng về phe Luther cả. Người Bắc Âu nhanh chóng tiếp nhận tư tưởng này.
Trong khi ấy, việc các danh sĩ Đông La Mã chạy sang Ý sau khi kinh kỳ Constantinopolis thất thủ đã tạo nên phong trào Phục Hưng ở các nước phương Tây, là sự hồi phục của hai nền văn minh Hy Lạp và La Mã cổ đại, qua văn chương và nghệ thuật. Kiến trúc Âu châu thời đại này đã trở về về với lối kiến trúc Hy Lạp - La Mã xưa. Những công trình tiêu biểu của trào lưu Phục Hưng là cung điện và văn phòng công cộng. Một trong những danh nhân tiêu biểu của phong trào văn hóa Phục Hưng là nhà họa sĩ người Ý Leonardo da Vinci (1452 - 1519). Trào lưu văn hóa Phục Hưng là ảnh hưởng hoàn toàn không nhỏ đối với lối suy nghĩ của người Âu châu và cùng với phong trào Kháng Cách mở ra thời kỳ cận đại. Nhưng trào lưu này ít được đón nhận ở các nước thuộc Đế quốc Ottoman, và có chúc ít công trình kiến trúc tại Đại Công quốc Moskva. Đời Sultan Selim I (trị vì: 1520 - 1520), Đế quốc Ottoman tạm thời không còn là mối lo ngại của người Âu châu nữa do họ chuyển sang đánh các nước Tây Á và Bắc Phi. Con của Selim I là vị Sultan kiêu hùng.Suleiman I (trị vì: 1520 - 1566), quân Ottoman lại phát động Thánh chiến chống các nước Ki-tô giáo, chinh phạt thành Beograd và đảo Rhodes. Người Hungary bị mất vua, mất nước. Em của Hoàng đế Karl V là Ferdinand I lên làm vua của một phần đất Hungary, tiếp tục cuộc tranh hùng Áo - Ottoman. Suleiman I thân hành kéo đại quân đến đánh kinh thành Viên nhưng thất bại vào năm 1529. Khi đó, tại Đại Công quốc Moskva, Ivan IV (trị vì: 1533 - 1584) xưng làm Sa hoàng, khởi lập nước Nga Sa hoàng. Là ông vua hùng tài đại lược, ông thân chinh đánh người Kazan vào năm 1547 và với chiến thắng trong cuộc chiến này, nước Nga mở mang cương thổ đến miền Siberia. Quân Nga cũng chiếm lĩnh xứ Astrakhan.
Trong thời đại này có hai biến cố lớn: Christopher Columbus tìm ra châu Mỹ, đồng thời người châu Âu đã vượt được mũi Hảo Vọng. Qua đó, châu Âu có tầm nhìn ra ngoài thế giới, tài năng của các nhà hàng hải để giúp cho người châu Âu bắt đầu vượt biển mà tiến hành chủ nghĩa thực dân. Các Đế quốc Tây Ban Nha và Bồ Đào Nha cũng tiến hành khai phá thuộc địa, chiếm lĩnh được không ít đất đai ở châu Mỹ La Tinh. Tiếp theo là các nước Pháp, Hà Lan và Anh đã hình thành nên các Đế quốc thực dân với bạt ngàn đất đai và tài sản tại châu Phi, châu Mỹ, và châu Á. Trong khi ấy, Đế quốc Ottoman khuếch trương bành trướng và lâm chiến với Vương quốc Ba Lan và Đại Công quốc Litva vào năm 1620. Ban đầu, người Thổ Nhĩ Kỳ thắng lớn, nhưng sau đó quân Kỵ binh Ba Lan phản công đánh tan nát đại quân Ottoman do đích thân Sultan Osman II chỉ huy trong trận Chocim (1621). Vương quốc Ba Lan và Đại Công quốc Litva - vốn là một nhà nước Cộng hòa có vua do dân bầu lên - cũng đạt đến đỉnh cao chói lọi. Cùng thời, Đế quốc Thụy Điển vươn lên trở thành một liệt cường đáng gờm ở phương Bắc, với ông vua hùng tài đại lược Gustav II Adolf (trị vì: 1617 - 1632), với một nền chính trị vững chắc, một lực lượng Thủy binh hùng hậu và Quân đội tinh nhuệ. Thấy nước Nga đang biến loạn, ông xuất chinh hạ được thành Gdov vào năm 1614. Vào năm 1617, Sa hoàng Mikhail I Romanov phải nhượng đất đai cho Thụy Điển, đổi lại Nga giành lại được vùng Novgorod vốn từng bị quân Thụy Điển xâm lăng. Sau đó, người Thụy Điển quay sang đánh bại Ba Lan - Litva (1621). Quân Ba Lan hợp lực với Quân đội Đế quốc La Mã Thần thánh chặn chân quân Thụy Điển vào năm 1629, từ đó người Thụy Điển nhận thấy mối đe dọa từ người Áo. Trước đó, cuộc Chiến tranh Ba Mươi năm đã bùng nổ giữa liên minh Công giáo do người Áo dẫn đầu và liên minh Kháng Cách trong Đế quốc La Mã Thần thánh. Vua Đan Mạch là Christian IV xuất binh sang tại Đức nhưng bị liên quân Công giáo đánh đại bại vào năm 1626. Do đó vào năm 1629, vua Gustav II Adolf ngự giá thân chinh cùng đại quân tiến vào Đức làm minh chủ của liên minh Kháng Cách. Sau nhiều trận thắng, Gustav II Adolf hy sinh. Người Pháp tuy theo Công giáo nhưng thù địch với Áo nên nhảy vào tham chiến, thành thử chiến tranh chấm dứt với Hoà ước Westfalen vào năm 1648, Kháng Cách trường tồn. Thụy Điển và Pháp mở rộng bờ cõi. Vua Louis XIV (trị vì: 1643 - 1715) là người có công gầy dựng Nhà nước quân chủ chuyên chế ở Pháp. Trong thời đại này, Pháp là quốc gia hùng mạnh nhất ở Tây Âu. Trên khắp Âu châu, các nước học hỏi theo Nhà nước của Louis XIV. Trong cuộc Chiến tranh Ủy thác (1667 - 1668), ông ta đánh Tây Ban Nha để giành lấy vùng Bourgogne-Franche-Comté, và toàn thắng vào năm 1674. Nhưng vào năm 1690, vua Anh là William III lập chiến công lừng lẫy đại phá liên quân Pháp - Ireland trong trận Boyne.
Vào năm 1655, vua Thụy Điển là Karl X thân hành dẫn quân tiến đánh Ba Lan. Là một chư hầu của Ba Lan, nhưng xứ Brandenburg - Phổ (tộc Đức, nằm trong Đế quốc La Mã Thần thánh) họp binh với quân Transylvannia, quân Thụy Điển và quân Nga. Trong trận đánh Warsaw (1656), quân Ba Lan đại bại và đại binh Brandenburg - Phổ do Tuyển hầu tước kiêm Quận công Friedrich Wilhelm I Vĩ đại (trị vì: 1640 - 1688) thân hành thống suất đã chiến đấu mãnh liệt. Sau đó, ông buộc Ba Lan phải nhượng vùng Đông Phổ và lui khỏi cuộc chiến. Quân Ba Lan đuổi được liên quân Nga - Thụy Điển, nhưng rồi sau cuộc chiến tình hình rối loạn làm Ba Lan, xứ Phổ - Brandenburg trở nên hùng cường, uy dũng. Xứ Phổ còn đe dọa mạnh mẽ đến sức mạnh quân sự của Thụy Điển. Quả nhiên, khi đại binh Thụy Điển (được Pháp giúp đỡ) sang xâm lược, các chiến binh dũng mãnh Phổ - Brandenburg đã đánh úp địch ở Rathenow, và đại phá địch trong trận chiến Fehrbellin (1675). Với Friedrich Wilhelm I Vĩ đại, người Phổ - Brandenburg cũng có được một bộ máy chính quyền hữu hiệu, Nhà nước quân chủ chuyên chế vững chắc. Vào năm 1683, quân Ottoman lại vây hãm kinh kỳ Viên, nhưng bị Quân đội Đế quốc La Mã Thần thánh và đại binh Ba Lan do ông vua đại tài Jan III Sobieski đích thân chỉ huy đánh đại baị. Sau đó, Jan III Sobieski cùng Hoàng đế Leopold I đánh đuổi người Thổ, quân Áo chiếm được Hungary.
Vào năm 1701, thấy thực lực đủ mạnh, Tuyển hầu tước Friedrich Wilhelm II xứ Brandenburg khởi lập Vương quốc Phổ, lên làm vua Friedrich I độc lập với người Áo. Ông xây dựng Quân đội cùng những cung điện nguy nga tráng lệ. Quân Phổ tham chiến cùng liên minh Anh - Áo - Hà Lan chống Pháp trong cuộc Chiến tranh Kế vị Tây Ban Nha tàn khốc (1701 - 1713). Các danh tướng Eugène de Savoie-Carignan (Áo), John Churchill, Công tước thứ nhất của Marlborough (Anh) và Leopold I xứ Anhalt-Dessau đều lập những chiến công hiển hách đập tan tành quân đội của Louis XIV, mang lại vinh quang cho nước nhà (tỷ như trong những trận đánh vang danh tại Blenheim 1704 và Cassano 1705). Sự suy sụp của Pháp tạo điều kiện cho các liệt cường mới mẻ vươn lên phát triển. Mở đầu là nước Nga, với Sa hoàng Pyotr Đại Đế đánh thắng người Ottoman (1696). Ông còn liên minh với Đan Mạch, Sachsen và Ba Lan để đánh gục Đế quốc Thụy Điển của ông vua - chiến binh Karl XII, nhưng cả ba nước lần lượt bị Thụy Điển đè bẹp. Trong khi Ba Lan suy sụp, Pyotr Đại Đế xuất chinh đại phá quân Thụy Điển trong trận Poltava (1709), lấy đất và giành địa vị liệt cường từ tay Thụy Điển. Song, người Ottoman vực dậy đánh đuổi được quân Nga. Không những trở thành liệt cường mà nước Nga còn được cải cách đổi mới. Đế quốc Nga ra đời vào năm 1720 khi Pyotr Đại Đế xưng Hoàng đế.

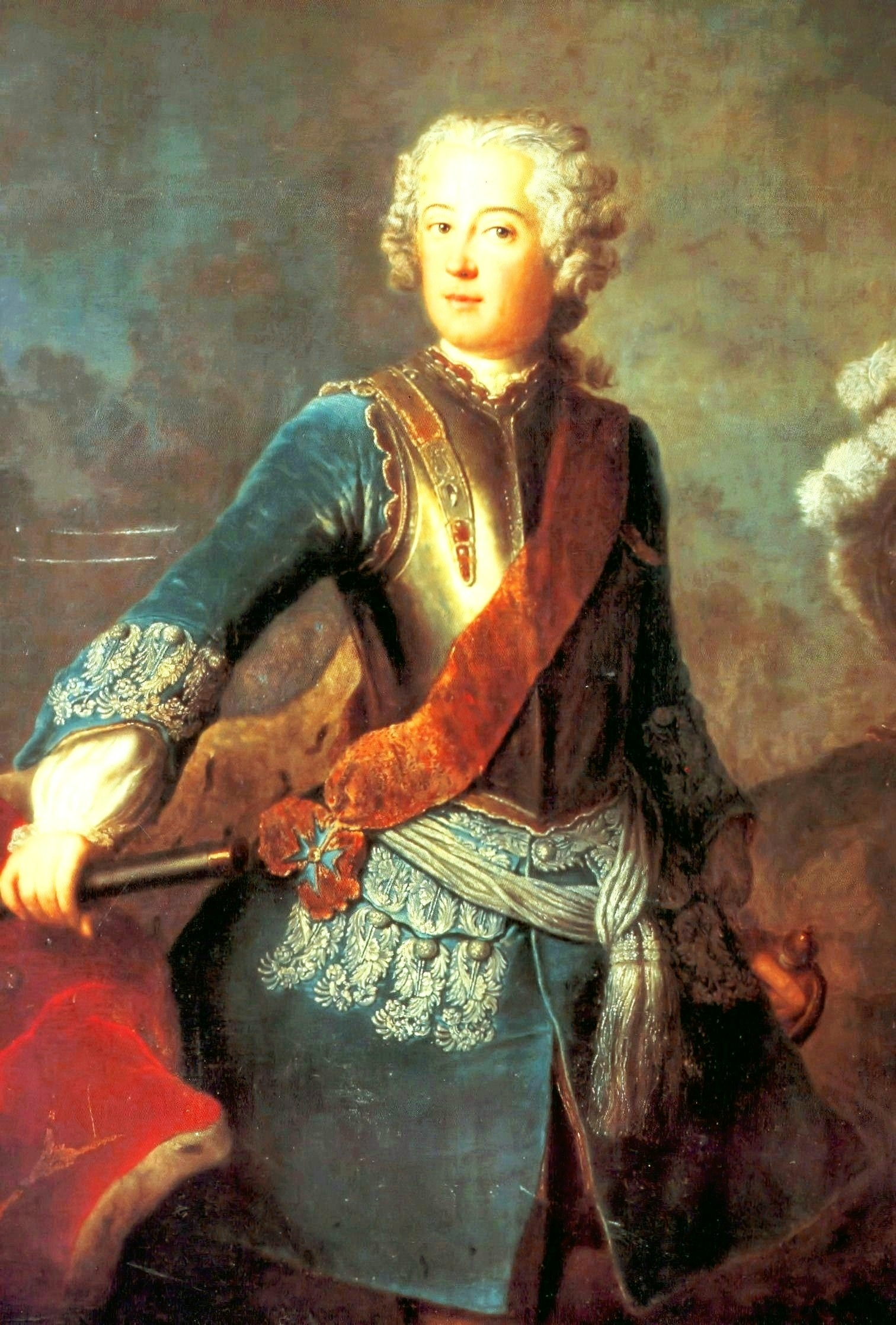
Vị vua - chiến binh

Friedrich II Đại đế của Phổ (1712 - 1786) là một trong những vị thống soái xuất sắc nhất trong lịch sử Âu châu. Ông còn là một nhà vua - hiền triết điển hình vào thời đó, đưa đất nước trở nên phồn thịnh.]]
Trong khi Đế quốc Nga là điển hình của một nước lớn uy dũng vươn lên bá chủ, thì Vương quốc Phổ lại là tấm gương của một nước nhỏ, dân số ít nhưng nhanh chóng phát triển mãnh liệt, tranh hùng tranh bá. Nhờ có vua Friedrich Wilhelm I (trị vì: 1713 - 1740), người Phổ sở hữu một lực lượng hùng binh mãnh tướng siêu việt và một bộ máy hành chính hiệu quả, xã hội được cải cách, nền giáo dục đáng tự hào, thậm chí còn đoạt được đất đai của vua Thụy Điển Karl XII (1721) để làm chủ cửa sông Oder. Khi vị vua hùng tài đại lược Friedrich II Đại Đế lên nối ngôi báu (trị vì: 1740 - 1786), nước Phổ đã có thể tranh hùng tranh bá. Khi Hoàng đế La Mã Thần thánh Karl V qua đời và Công chúa Maria Theresia lên làm Nữ hoàng nước Áo, vua Friedrich II Đại Đế thân chinh thống suất đại binh đánh tỉnh Silesia trù phú của người Áo, mở ra cuộc Chiến tranh Kế vị Áo (1740 - 1748). Phổ liên minh với Pháp, và Áo liên minh với Anh. Nhờ có tài dụng binh như thần của Friedrich II Đại Đế, quân Phổ lập nên nhiều chiến công huy hoàng của ông (tỷ như các trận Hohenfriedberg và Soor làm cả Âu châu phải thán phục, để rồi ông kết thúc thắng lợi cuộc chinh phạt Silesia vào ngày Giáng sinh năm 1745, trước đó ông cũng chiếm lĩnh được cảng Emden vào năm 1744. Đồng thời, vua George II thân chinh kéo đại binh đánh tan nát quân Pháp trong trận Dettingen (1743), đã thế thủy binh Anh cũng nghiền nát thủy binh Pháp trong trận thủy chiến Ouessant (1747) đưa nước Anh ngày càng hùng cường vào năm 1748 khi chiến sự chấm dứt, đồng thời Phổ vẫn giữ vững Silesia và trở thành liệt cường châu Âu.
Khi ấy, Nữ hoàng Nga là Elizaveta hoảng hốt trước sự trỗi dậy như vũ bão của nước Phổ, thấy vậy, Maria Theresia lập liên minh với Nga và Thụy Điển. Đồng thời, việc Phổ lập liên minh với Anh chống Pháp dẫn đến cuộc Chiến tranh Bảy năm (1756 - 1763). Đương đầu với liên minh chống Phổ hùng hậu, vua Friedrich II Đại Đế chủ động ra tay, và tài cầm quân cùng với lòng quyết tâm của ông đã giúp quân Phổ lập nên những chiến thắng vang lừng như trận Rossbach, trận Leuthen (1757) và trận Liegnitz (1760), để rồi Phổ là quốc gia thắng trận trong cuộc chiến (1763). Đại bại trước quân Phổ trên bộ và quân Anh trên biển, Pháp bị khánh kiệt tả tơi sau cuộc chiến tranh này, do đó có thể thấy sự tiêu đời của Vương quốc Pháp mở đầu với cuộc chinh phạt Silesia của người Phổ vào năm 1740. Nước Anh thắng trận với những chiến công hiển hách như trận thủy chiến vịnh Quiberon và trận thắng Pháp tại Quebec ở Bắc Mỹ (1759), nhờ đó Anh lấy được nhiều đất đai. Nhưng rồi cả Anh và Pháp đều suy yếu trước sự vươn lên của các liệt cường phương Đông, mà điển hình là Phổ, Áo và Nga. Do là một nước nhỏ mà có thể đánh thắng liên quân các nước lớn láng giềng, nước Phổ của Friedrich II Đại Đế hoàn toàn là liệt cường Âu châu khi Chiến tranh Bảy Năm chấm dứt. Lúc ấy, lực lượng Quân đội Phổ tinh nhuệ trở thành đội quân thiện chiến nhất Âu châu, và dù họ nhiều lần bị Quân đội Nga đánh bại trong thời gian chiến tranh, đó chỉ là do Nga đông người hơn Phổ hẳn. Cá nhân của người lãnh đạo luôn đóng vai trò quan trọng, mà về mặt này Phổ được lợi lớn vì có vị vua xuất sắc Friedrich II Đại Đế là có tầm nhìn xa trông rộng, quyết đoán, là một "kỳ nhân của thiên hạ" (stupor mundi) thời bấy giờ. Đồng thời, nước Nga tiến hành những cuộc chinh phạt lớn lao của vị Nữ hoàng tài năng hơn người Ekaterina II Đại Đế nước Nga (trị vì: 1762 - 1796). Vào năm 1772, với tài năng ngoại giao của mình, vua Phổ mang lại lợi ích cho nước nhà khi ông cùng Nga và Áo tiến hành cuộc chia cắt Ba Lan lần thứ nhất. Trong khi đó, Thổ Nhĩ Kỳ suy vong, bị Nga đánh bại và lấy đất.

### Sau thời kỳ khai phá châu Âu
Sau thời kỳ khai phá, các ý niệm về dân chủ bắt rễ tại châu Âu. Vào thế kỷ XVIII, trào lưu triết học Khai sáng ở Pháp có những nhà triết học hàng đầu như Voltaire (François-Marie Arouet, 1694 - 1778) - bạn hữu của vua Phổ Friedrich II Đại Đế và Jean-Jacques Rousseau (1712 - 1778). Ngay từ năm 1688, cuộc Cách mạng Vinh Quang đã giành thắng lợi tại Anh, lật đổ ông vua độc đoán James II. Thậm chí tại một số nước phong kiến như Phổ và Nga, các vị minh quân Friedrich II Đại Đế và Ekaterina II Đại Đế đã tiến hành những cải cách tiến bộ, dù không triệt để. Vua Friedrich II Đại Đế cũng từng tham gia trong Hội Tam Điểm - một tổ chức bí mật có tư tưởng tiến bộ. Vào năm 1789, Bất mãn với tầng lớp quý tộc và độc quyền về quyền lực chính trị ở Pháp đã dẫn đến cuộc Cách mạng Pháp và thành lập nền Cộng hòa đầu tiên, năm 1793 vua Louis XVI bị hành quyết. Ngọn lửa Cách mạng Pháp rực cháy đã dẫn đến những biến động to lớn tại châu Âu khi các tư tưởng của cuộc cách mạng này đã truyền bá khắp lục địa. Việc hình thành tư tưởng dân chủ khiến cho căng thẳng trong châu Âu không ngừng gia tăng, ngoài những căng thẳng đã có sẵn do tranh giành tài nguyên tại Tân Thế giới. Một trong những căng thẳng tiêu biểu trong thời kỳ này là khi Napoléon Bonaparte lên ngôi Hoàng đế đã tiến hành các cuộc chinh phục nhằm hình thành một Đế chế thứ nhất của người Pháp, tuy nhiên Đế chế này đã sụp đổ vào năm 1815 sau Trận Waterloo. Bộ luật Napoléon ra đời dẫn đến việc phổ biến hơn nữa các lý tưởng của Cách mạng Pháp, cũng như việc áp dụng rộng rãi các mô hình quản lý, luật pháp và giáo dục của Pháp trên toàn châu Âu. Sau khi các cuộc chinh phục của Napoleon kết thúc, châu Âu dần ổn định. Hội nghị Vienna, được triệu tập sau sự sụp đổ của Napoléon, đã thiết lập nên một sự cân bằng quyền lực mới ở châu Âu tập trung vào năm "cường quốc": Anh, Pháp, Phổ, Áo và Nga. Nước Nga hùng mạnh trở thành một "tên sen đầm" bách chiến bách thắng của châu Âu.
Tuy trào lưu Khai sáng suy yếu nhưng các tư tưởng của trào lưu triết học này vẫn chưa bị phai sau nhiều biến cố lịch sử, thể hiện qua cải cách đúng đắn của quan đại thần Triều đình Phổ Heinrich Friedrich Karl vom und zum Stein (1757 – 1831). Rồi chủ nghĩa lãng mạn ra đời. Cuộc Cách mạng Công nghiệp khởi nguồn từ Anh vào cuối thế kỷ 18 và lan rộng khắp châu Âu. Việc phát minh và áp dụng các công nghệ mới trong sản xuất đã dẫn đến sự phát triển nhanh chóng của các đô thị, mang tới sự thịnh vượng và sự gia tăng số dân cũng như sự xuất hiện của một tầng lớp lao động mới. Vào năm 1848, làn sóng Cách mạng lan rộng trên châu Âu, chẳng hạn như Ý. Đó cũng là năm mà Karl Marx và Friedrich Engels viết nên bản "Tuyên ngôn của chủ nghĩa Cộng sản". Vào năm 1863, ngọn lửa đấu tranh vì tự do lại bùng cháy tại Ba Lan, nhưng bị Chính phủ Nga hoàng đàn áp. Vương quốc Phổ hùng mạnh, với quân sĩ tinh nhuệ đã giành chiến thắng trong một loạt các cuộc chiến tranh và thống nhất tất cả các tiểu bang để gầy dựng nên Đế chế Đức vào năm 1871 dưới sự lãnh đạo của Hoàng đế Wilhelm I và Thủ tướng Otto von Bismarck. Năm 1871 cũng chứng kiến sự thống nhất của Ý từ các quốc gia nhỏ hơn. Các cải cách trong lĩnh vực xã hội và sau đó là kinh tế đã dần được thực hiện ở hầu hết các nước, bao gồm các luật đầu tiên quy định về sử dụng lao động trẻ em, hợp pháp hoá các công đoàn, và bãi bỏ chế độ nô lệ. Ở Anh, Đạo luật Y tế Công cộng năm 1875 đã được thông qua, cải thiện đáng kể điều kiện sống ở nhiều thành phố của Anh. Bên cạnh cạnh tranh với nhau, các nước châu Âu trong thời gian này tiếp tục tích cực đi xâm chiếm thuộc địa. Với tiến bộ khoa học quân sự đạt được, họ càng có thế mạnh trong các cuộc chiến tranh xâm lược tại châu Á, châu Phi và Mỹ Latin. Với tiền của bóc lột được tại các thuộc địa cũng như tích lũy được từ cuộc Cách mạng công nghiệp, hình thành các đế chế hùng mạnh tại châu Âu, điển hình gồm Đế chế Habsburg hay là Đế chế Áo-Hung, Đế chế Nga, Đế chế thuộc địa Pháp, Đế chế Anh, Đế chế Hà Lan.
Trong năm 1904 – 1905, châu Âu chứng kiến sự kiện khác thường: Đế quốc Nhật Bản đánh thắng Đế quốc Nga trong cuộc chiến tranh giữa hai nước. Trong khi đó, cuộc cách mạng Serbia(1804) và Chiến tranh giành độc lập của Hi Lạp (1821) đánh dấu sự kết thúc đối với quyền lực của Đế chế Ottoman tại Balkans, mà đã kết thúc hẳn sau các cuộc chiến tranh Balkan trong 1912-1913. Chiến tranh thế giới thứ nhất diễn ra từ năm 1914 đến năm 1918. Nó bắt đầu khi Thái tử Franz Ferdinand của Áo bị ám sát bởi một người theo chủ nghĩa dân tộc Yugoslav tên là Gavrilo Princip. Hầu hết các quốc gia châu Âu đã bị lôi kéo vào cuộc chiến, gia nhập một trong hai phe Hiệp ước (Pháp, Bỉ, Serbia, Bồ Đào Nha, Nga, Vương quốc Anh, và sau đó là Ý, Hy Lạp, Romania và Hoa Kỳ) hoặc phe Trung tâm (Áo -Hungary, Đức, Bulgaria, và Đế chế Ottoman). Cuộc chiến đã khiến hơn 16 triệu dân thường và quân nhân chết. Biên giới các nước châu Âu vẫn trong tình trạng hiện nay khi cuộc Chiến tranh thế giới thứ nhất kết thúc. Ở Nga đã xảy ra cuộc Cách mạng Nga vào năm 1917, lật đổ chế độ quân chủ Sa hoàng và thay thế nó với một nhà nước Cộng sản chủ nghĩa. Đế quốc Áo-Hungary và Đế chế Ottoman sụp đổ, chia tách thành các quốc gia riêng biệt. Hiệp ước Versailles, chính thức chấm dứt Chiến tranh thế giới thứ nhất năm 1919, áp đặt các biện pháp trừng phạt nặng nề đối với nước Đức. Bất ổn kinh tế, một phần do các khoản nợ phát sinh trong Chiến tranh thế giới thứ nhất và 'các khoản vay' cho Đức, đã tàn phá nền kinh tế ở châu Âu vào cuối những năm 1920 và 1930. Điều này cùng với Sự sụp đổ của phố Wall năm 1929 đã dẫn tới cuộc Đại khủng hoảng trên toàn thế giới. Ảnh hưởng của cuộc khủng hoảng kinh tế, bất ổn xã hội và mối đe dọa của chủ nghĩa Cộng sản, các phong trào phát xít đã phát triển khắp châu Âu, vào năm 1922, chính phủ phát xít một Đảng của Mussolini đã nắm quyền ở Ý. Năm 1933, Adolf Hitler lên nắm quyền lực ở Đức và trở thành lãnh tụ tối cao của Đức Quốc xã, thiết lập chế độ độc tài phát xít và hướng tới mục tiêu xây dựng một nước Đại Đức.
Đức tăng cường bành trướng, tái mở rộng và chiếm lại Saarland và Rhineland vào năm 1935 và 1936. Năm 1938, Áo được sáp nhập vào lãnh thổ Đức và trở thành một phần của Đức. Cuối năm đó, sau Hiệp định Munich đã được ký kết giữa Đức, Pháp, Anh và Ý, Đức sáp nhập Sudetenland, một phần của Tiệp Khắc, nơi người Đức gốc định cư, và đầu năm 1939, Đức chiếm đóng toàn bộ Tiệp Khắc. Đức xâm chiếm Ba Lan vào ngày 1 tháng 9 năm 1939, khiến Pháp và Vương quốc Anh tuyên chiến với Đức vào ngày 3 tháng 9, bùng nổ Thế chiến thứ hai. Vào tháng 5 năm 1940, Đức tấn công nước Pháp sau khi đã thôn tính Đan Mạch, Na Uy, Bỉ, Hà Lan, Luxembourg. Nước Pháp đầu hàng vào tháng 6 năm 1940. Vào tháng 8, Đức bắt đầu một chiến dịch ném bom nước Anh, nhưng không thuyết phục được người Anh từ bỏ. Nam Tư và Hi Lạp cũng bị Đức chiếm đóng. Năm 1941, Đức xâm lược Liên Xô trong Chiến dịch Barbarossa. Sau trận Stalingrad vào năm 1943, cuộc tấn công của Đức tại Liên Xô đã trở thành một sự thất bại. Trận Kursk, trận chiến xe tăng lớn nhất trong lịch sử, là cuộc tấn công lớn của Đức cuối cùng trên Mặt trận phía Đông. LIên Xô đẩy lùi quân Đức khỏi lãnh thổ của mình, giải phóng các nước Đông Âu và tiến quân vào Đức từ phía đông. Vào tháng 6 năm 1944, các lực lượng Anh và Mỹ đã đổ bộ lên miền bắc nước Pháp trong chiến dịch đổ bộ D-Day, mở ra một mặt trận mới chống lại Đức, giải phóng các nước Tây Âu và tiến vào Đức từ phía tây. Berlin cuối cùng đã sụp đổ vào năm 1945, kết thúc chiến tranh thế giới thứ hai ở châu Âu. Hơn 40 triệu người ở châu Âu đã chết do hậu quả của Chiến tranh Thế giới thứ II bao gồm từ 11 đến 17 triệu người đã thiệt mạng trong cuộc tàn sát Holocaust.
Chiến tranh thế giới thứ nhất và đặc biệt là Chiến tranh thế giới thứ hai đã làm giảm vai trò của Châu Âu trong các vấn đề thế giới. Sau Thế chiến II, bản đồ châu Âu được vẽ lại tại Hội nghị Yalta và được chia thành hai khối, các nước Tây Âu tư bản chủ nghĩa và khối Đông Âu xã hội chủ nghĩa. Kể từ sau cuộc Chiến tranh thế giới thứ hai cho đến khi kết thúc tình trạng Chiến tranh Lạnh, châu Âu đã ở trong tình trạng đối đầu giữa 2 khối đối lập nhau về chính trị và kinh tế: các nước Cộng sản ở Đông Âu (chịu ảnh hưởng của Liên Xô) và các nước tư bản ở Tây Âu (chịu ảnh hưởng của Hoa Kỳ). Cho đến cuối thé kỷ XX, hầu hết các thuộc địa châu Âu ở châu Á và châu Phi đều đã giành được độc lập. Vào năm 1989, một loạt các cuộc cách mạng diễn ra khiến cho khối xã hội chủ nghĩa Đông Âu sụp đổ. Bức tường Berlin bị phá bỏ và nước Đức được tái thống nhất vào năm 1990. Năm 1991, Liên Xô tan rã thành 15 nước Cộng hòa độc lập, chế độ Cộng sản chủ nghĩa trên toàn châu Âu bị tiêu diệt hoàn toàn.
Năm 1967, Cộng đồng Châu Âu đuơc thành lập, năm 1993 trở thành Liên minh Châu Âu (EU). EU đã thiết lập một quốc hội, tòa án và ngân hàng trung ương, giới thiệu đồng euro như một đồng tiền thống nhất. Từ năm 2004 đến năm 2013, nhiều quốc gia Trung và Đông Âu đã bắt đầu tham gia, mở rộng EU tới quy mô hiện tại là 28 quốc gia châu Âu, một lần nữa biến châu Âu trở thành trung tâm chính trị và kinh tế của thế giới. Tuy nhiên, vào tháng 6 năm 2016, người dân Vương quốc Anh, trong một cuộc trưng cầu dân ý đã bỏ phiếu rời khỏi Liên minh châu Âu.

## Địa lý và phạm vi

### Vị trí địa lý
Về mặt địa lý, châu Âu nằm trong đại lục rộng hơn là lục địa Âu Á. Ranh giới của lục địa châu Âu với châu Á bắt đầu từ dãy Ural ở Nga phía đông, đến đông nam thì không thống nhất, có thể coi là sông Ural hoặc sông Emba. Từ đó ranh giới này kéo đến biển Caspia, sau đó đến sông Kuma và Manych hoặc dãy Kavkaz, rồi kéo đến Biển Đen; eo biển Bosporus, biển Marmara, và eo biển Dardanelles chấm dứt ranh giới với châu Á. Biển Địa Trung Hải ở phía nam phân cách châu Âu với châu Phi. Ranh giới phía tây là Đại Tây Dương, tuy thế Iceland, nằm cách xa hẳn so với điểm gần nhất của châu Âu với châu Phi và châu Á, cũng nằm trong châu Âu. Hiện tại việc xác định trung tâm địa lý châu Âu vẫn còn trong vòng tranh luận.

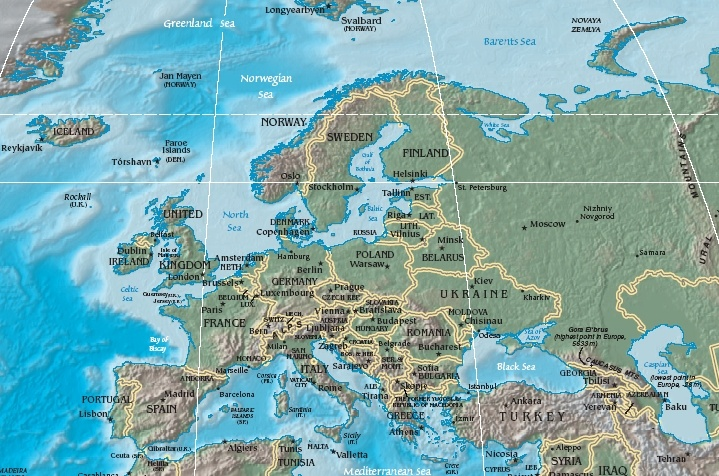
Biên giới chính trị và địa lý của châu Âu không phải lúc nào cũng là một. Bản đồ địa lý và chính trị này cho thấy toàn bộ châu Âu đến tận dãy Ural

Trên thực tế, biên giới của châu Âu thông thường được xác định dựa trên các yếu tố chính trị, kinh tế, và văn hóa. Do vậy mà kích thước cũng như số lượng các nước của châu Âu sẽ khác nhau tùy theo định nghĩa. Hầu hết các nước trong châu Âu là thành viên của Hội đồng châu Âu, ngoại trừ Belarus, và Tòa Thánh (Thành Vatican).
Khái niệm lục địa châu Âu không thống nhất. Vì châu Âu không được bao bọc toàn bộ bởi biển cả nên nhiều người coi nó chỉ là bán đảo của lục địa Âu Á. Trong quá khứ, khái niệm lãnh thổ Kitô giáo được coi là quan trọng hơn cả đối với châu Âu.
Châu Âu được chia làm 4 khu vực: Bắc Âu, Nam Âu, Tây Âu, Đông Âu.
Trên thực tế, châu Âu ngày càng được dùng là cách gọi tắt để chỉ Liên minh châu Âu (EU) và các 27 thành viên hiện tại của nó. Một số nước châu Âu đang xin làm thành viên, số khác dự kiến cũng sẽ tiến hành thương lượng trong tương lai (xem Mở rộng Liên minh châu Âu).

### Đặc điểm địa hình
Về mặt địa hình, châu Âu là nhóm các bán đảo kết nối với nhau. 2 bán đảo lớn nhất là châu Âu "lục địa" và bán đảo Scandinavia ở phía bắc, cách nhau bởi Biển Baltic. Ba bán đảo nhỏ hơn là (Iberia, Ý và bán đảo Balkan) trải từ phía nam lục địa tới Địa Trung Hải, biển tách châu Âu với châu Phi. Về phía đông, châu Âu lục địa trải rộng trông như miệng phễu tới tận biên giới với châu Á là dãy Ural.

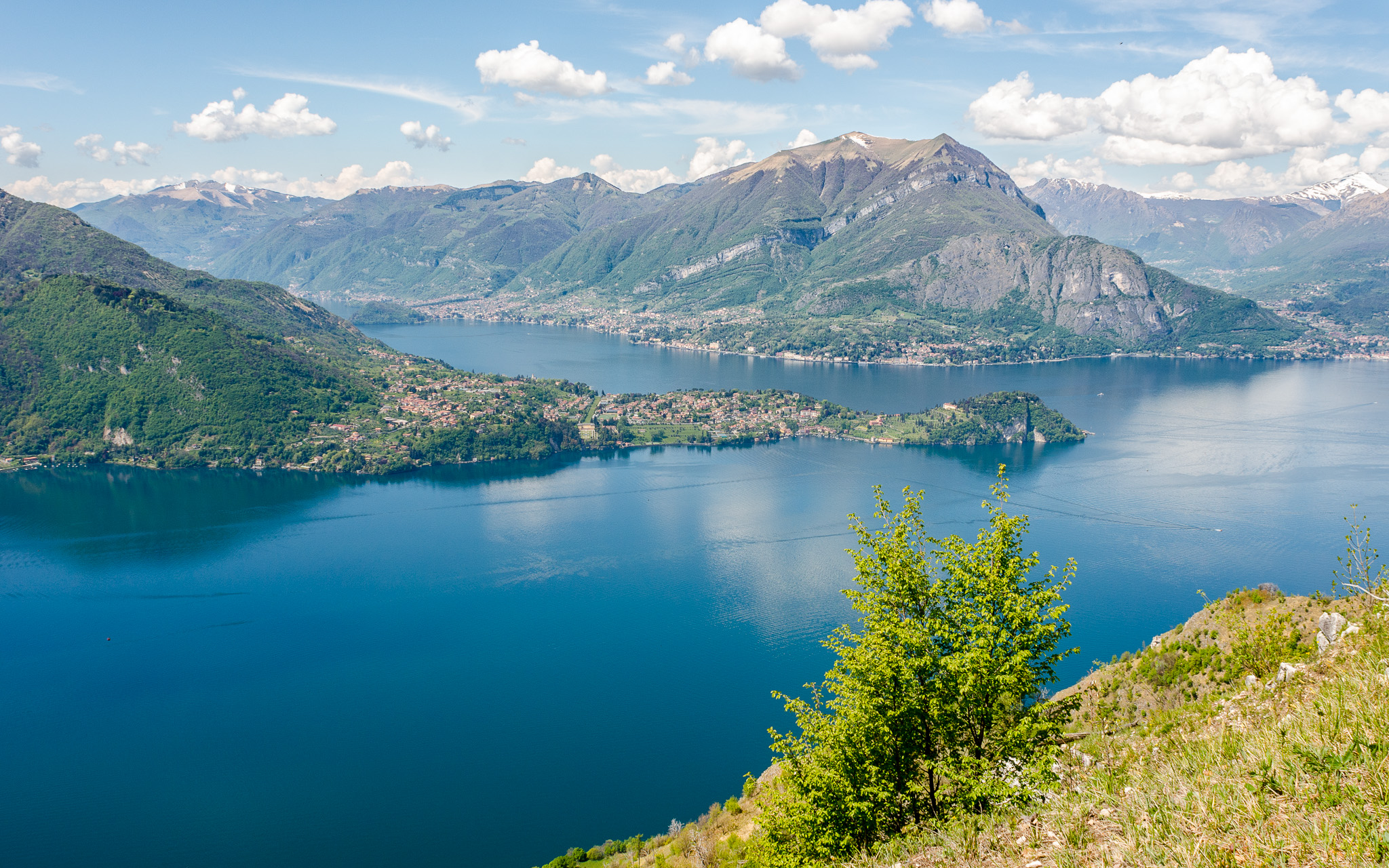
Cảnh đẹp biểu tượng nhất của Hồ Como từ Sentiero del Viandante ở Lierna nhìn ra Bellagio

Bề mặt địa hình trong châu Âu khác nhau rất nhiều ngay trong một phạm vi tương đối nhỏ. Các khu vực phía nam địa hình chủ yếu là đồi núi, trong khi về phía bắc thì địa thế thấp dần từ các dãy Alps, Pyrene và Karpati, qua các vùng đồi, rồi đến các đồng bằng rộng, thấp phía bắc, và khá rộng phía đông. Vùng đất thấp rộng lớn này được gọi là Đồng bằng Lớn Âu Châu, và tâm của nó nằm tại Đồng bằng Bắc Đức. Một vùng đất cao hình vòng cung nằm ở biên giới biển phía tây bắc, bắt đầu từ quần đảo Anh phía tây và dọc theo trục cắt fjord có nhiều núi của Na Uy.
Mô tả này đã được giản lược hóa. Các tiểu vùng như Iberia và Ý có tính chất phức tạp riêng như chính châu Âu lục địa, nơi mà địa hình có nhiều cao nguyên, thung lũng sông và các lưu vực đã làm cho miêu tả địa hình chung phức tạp hơn. Iceland và quần đảo Anh là các trường hợp đặc biệt. Iceland là một vùng đất riêng ở vùng biển phía bắc được coi như nằm trong châu Âu, trong khi quần đảo Anh là vùng đất cao từng nối với lục địa cho đến khi địa hình đáy biển biến đổi đã tách chúng ra.
Do địa hình châu Âu có thể có một số tổng quát hóa nhất định nên cũng không ngạc nhiên lắm khi biết là trong lịch sử, vùng đất này là địa bàn cư trú của nhiều dân tộc tách biệt trên các vùng đất tách biệt mà ít có pha trộn.

## Hệ sinh thái
Có mặt bên cạnh những người làm nông nghiệp hàng nghìn năm nay, động vật cũng như thực vật của châu Âu bị các hoạt động của con người ảnh hưởng mạnh. Ngoại trừ Scandinavia và bắc Nga, thì chỉ còn vài vùng trong châu Âu hầu như còn nguyên tình trạng hoang dã, không kể các vườn động thực vật nhân tạo.

### Thảm thực vật chủ yếu
Thảm thực vật chủ yếu ở châu Âu là rừng. Điều kiện ở châu Âu rất thuận lợi cho rừng phát triển. Về phía bắc, Hải lưu Gulf Stream và Hải lưu Bắc Đại Tây Dương sưởi ấm lục địa này. Nam Âu thì có khí hậu ấm và ôn hòa. Vùng này thường có mưa rào mùa hè. Các dãy núi cũng ảnh hưởng tới các điều kiện phát triển sinh vật. Một số dãy (Alps, Pyrene) có hướng đông-tây nên tạo điều kiện cho gió mang một lượng nước rất lớn từ biển vào trong đất liền. Các dãy khác thì hướng nam-bắc (các dãy Scandinavia, Dinarides, Karpati, Apennin) và vì mưa chỉ đổ chủ yếu phía bên sườn núi hướng ra biển nên rừng rất phát triển về phía này, trong khi phía bên kia thì điều kiện kém thuận lợi hơn. Một số nơi trong châu Âu lục địa ít có thú nuôi trong một vài giai đoạn, và việc phá rừng cho sản xuất nông nghiệp đã ảnh hưởng đến hệ sinh thái động và thực vật nguyên thủy.
Khoảng 80 – 90% châu Âu từng được bao phủ bởi rừng. Rừng trải từ Địa Trung Hải đến tận Biển Bắc Cực. Mặc dù hơn nửa số rừng nguyên sinh của châu Âu biến mất qua hàng thế kỷ thực dân hóa, châu Âu vẫn còn 25% số rừng của thế giới (rừng vân sam (spruce) của Scandinavia, rừng thông bạt ngàn ở Nga, rừng nhiệt đới ẩm (rainforest) của Kavkaz và rừng sồi bần (cork oak) trong vùng Địa Trung Hải). Trong thời gian gần đây, việc phá rừng đã bị hạn chế rất nhiều và việc tái trồng rừng ngày càng nhiều. Tuy thế, trong hầu hết các trường hợp người ta thích trồng cây họ thông hơn là loại các cây rụng lá sớm nguyên thủy vì thông mọc nhanh hơn. Các trang trại và đồn điền chăn nuôi thiên về một loài trên một diện tích rộng lớn đã không tạo điều kiện thuận lợi cho các loài sinh vật khác nhau trong rừng châu Âu sinh trưởng. Lượng rừng nguyên sinh ở Tây Âu chỉ còn chừng hai đến ba phần trăm tổng số rừng (nếu tính cả Nga thì sẽ là năm đến mười phần trăm). Nước có tỉ lệ rừng bao phủ thấp nhất là Ireland (tám phần trăm), trong khi nước có nhiều rừng bao phủ nhất là Phần Lan (72 phần trăm).
Trong châu Âu "lục địa", rừng cây rụng lá sớm (deciduous) chiếm ưu thế. Các loài quan trọng nhất là sồi beech, bulô (birch) và sồi. Về phía bắc, nơi rừng taiga sinh sôi, loài cây phổ biến nhất là bulô. Trong vùng Địa Trung Hải, người ta trồng nhiều cây olive là loại đặc biệt thích hợp với khí hậu khô cằn ở đây. Một loài phổ biến tại Nam Âu là cây bách. Rừng thông chiếm ưu thế ở các vùng cao hay khi lên phía bắc trong Nga và Scandinavia, và nhường lối cho tundra khi đến gần Bắc Cực. Vùng Địa Trung Hải với khí hậu bán khô cằn thì có nhiều rừng rậm. Một dải lưỡi hẹp đông-tây của thảo nguyên Âu Á, trải dài về phía đông tại Ukraina và về phía nam tại Nga và kết thúc ở Hungary và đi qua rừng taiga ở phía bắc.

### Động vật
Việc đóng băng trong thời kỳ Băng hà gần đây nhất và sự hiện diện của con người đã ảnh hưởng tới sự phân bố của hệ động vật châu Âu. Về động vật thì nhiều khu vực của châu Âu, đa phần các loài động vật lớn và các loài thú ăn thịt hàng đầu đã bị săn tới tuyệt chủng. Loài voi mamut có lông và bò rừng châu Âu (aurochs) đã tuyệt chủng trước cuối thời kỳ Đá Mới. Ngày nay, chó sói (ăn thịt) và gấu (ăn tạp) đang bị đe dọa tuyệt chủng. Có thời những loài này có mặt trên khắp châu Âu. Tuy nhiên, việc phá rừng đã khiến các loài này mất dần. Vào thời Trung Cổ thì môi trường sống của các loài gấu chỉ còn trong các vùng đồi núi khó đến với rừng rậm bao phủ. Ngày nay, gấu nâu sống chủ yếu trong bán đảo Balkans, ở Bắc Âu và Nga; một số nhỏ cũng còn ở một số nước châu Âu (Áo, Pyrene, v.v.), tuy thế tại những nơi này số lượng gấu nâu bị phân tán và cho ra rìa vì môi trường sống của chúng bị phá hoại. Ở cực bắc châu Âu, có thể thấy gấu bắc cực. Chó sói là loài phổ biến thứ hai ở châu Âu sau gấu nâu cũng được tìm thấy chủ yếu tại Đông Âu và vùng Balkans.
Các loài ăn thịt quan trọng ở châu Âu là mèo rừng Âu Á (Eurasian lynx), mèo hoang châu Âu, cáo (đặc biệt là cáo đỏ), chó rừng (jackal) và các loài chồn marten, nhím Âu, các loại rắn (rắn viper, rắn cỏ...), các loài chim (cú, diều hâu và các loài chim săn mồi).
Các loài ăn cỏ quan trọng ở châu Âu là ốc sên, các loài lưỡng cư, cá, các loại chim, các loại động vật có vú, như các loài gặm nhấm, hươu, hoẵng (roe deer), lợn rừng, cũng như con marmot, dê rừng vùng Alps (steinbock), sơn dương (chamois) là những loài sống trong núi.
Động vật biển cũng đóng vai trò quan trọng trong hệ động thực vật châu Âu. Thực vật biển chủ yếu là tảo đơn bào trôi nổi (phytoplankton). Các loài động vật quan trọng sống trong môi trường biển châu Âu là giáp xác trôi nổi (zooplankton), động vật thân mềm (molluscs), động vật da gai (echinoderms), các loài tôm, mực ống và bạch tuộc, các loại cá, cá heo, và cá mập.
Một số loài sống trong hang như proteus và dơi

## Dân cư
Đa số người châu Âu định cư ở đây trước hoặc trong thời kỳ Băng hà cuối cùng cách đây khoảng 10.000 năm. Người Neanderthal và người hiện đại sống chung với nhau ít vào một giai đoạn nào đó của thời kỳ này. Việc xây dựng các con đường La Mã đã pha trộn các giống người châu Âu bản địa.
Từ thời xa xưa, con người ở đây có sự phát triển vượt bậc, biết chế tạo cũng như phát minh nhiều thứ để phục vụ cho đời sống. Khi sang thế kỷ XX, số dân châu Âu là hơn 600 triệu người, nhưng hiện nay số dân đang vào giai đoạn giảm dần vì các nhân tố xã hội khác nhau.
Trong năm 2016, dân số của châu Âu ước tính là 741 triệu người theo Triển vọng Dân số Thế giới, chỉ bằng 1/9 dân số toàn cầu. 1 thế kỷ trước, dân số châu Âu chiếm gần 1/4 dân số thế giới . Dân số châu Âu đã tăng trưởng nhanh trong thế kỷ qua, nhưng ở các khu vực khác trên thế giới (đặc biệt là châu Phi và châu Á) dân số đã tăng nhanh hơn rất nhiều . Trong số các châu lục, châu Âu có mật độ dân số tương đối cao, chỉ đứng sau châu Á. Monaco là nước có mật độ dân số cao nhất thế giới.
Châu Âu là nơi có số lượng người nhập cư nhiều nhất trên toàn cầu với 70,6 triệu người, báo cáo của IOM cho biết .

## Chính trị
Bản đồ chính trị của châu Âu có nguồn gốc đáng kể từ việc tổ chức lại châu Âu sau Chiến tranh Napoléon năm 1815. Hình thức phổ biến của các chính phủ ở châu Âu là dân chủ nghị viện, trong hầu hết các trường hợp dưới hình thức Cộng hòa; 11 quốc gia của châu Âu hiện nay là những nền Quân chủ lập hiến.
Chính trị châu Âu hiện đại chịu sự chi phối mạnh mẽ bởi Liên minh châu Âu, kể từ sự sụp đổ của Bức màn sắt và sự sụp đổ của các quốc gia Cộng sản. Sau khi kết thúc Chiến tranh Lạnh, EU mở rộng về phía đông, bao gồm kết nạp thêm các nước Cộng sản cũ. Tính đến năm 2017, EU có 28 quốc gia thành viên.

## Kinh tế
Nền kinh tế của châu Âu hiện là lớn nhất trong số các châu lục trên Trái Đất. Cũng như các châu lục khác, châu Âu có sự phân hóa lớn về sự giàu có giữa các quốc gia của nó. Các nước phát triển có tập trung ở Tây Âu và Bắc Âu; một số nền kinh tế Trung và Đông Âu vẫn đang nổi lên từ sự sụp đổ của Liên Xô và sự sụp đổ của Nam Tư.
Châu Âu trong năm 2010 có GDP danh nghĩa là 19.920 tỷ đô la (chiếm 30,2% của thế giới). Nền kinh tế lớn nhất châu Âu là Đức, có GDP danh nghĩa đứng thứ 4 toàn cầu, và đứng thứ 5 nếu tính theo sức mua tương đương; nền kinh tế đứng thứ 2 là Vương quốc Anh, xếp thứ 5 toàn cầu theo GDP danh nghĩa và xếp thứ 6 theo sức mua tương đương. Tiếp theo là Pháp, xếp hạng thứ 6 trên toàn cầu theo GDP danh nghĩa, tiếp theo là Ý, đứng thứ 7 trên toàn cầu về GDP danh nghĩa, tiếp theo là Nga xếp thứ 10 trên toàn cầu về GDP danh nghĩa, sau đó là Tây Ban Nha xếp hạng thứ 13 trên toàn cầu về GDP danh nghĩa .

## Danh sách các quốc gia độc lập
| - Albania - Andorra - Áo - Belarus - Bỉ - Bồ Đào Nha - Bosnia và Herzegovina - Bulgaria - Croatia - Cộng hòa Séc - Đan Mạch - Estonia | - Phần Lan - Pháp - Đức - Hy Lạp - Hungary - Iceland - Cộng hòa Ireland - Ý - Kosovo - Latvia - Liechtenstein - Litva | - Luxembourg - Malta - Moldova - Monaco - Montenegro - Hà Lan - Bắc Macedonia - Na Uy - Ba Lan - România - Nga | - San Marino - Serbia - Slovakia - Slovenia - Tây Ban Nha - Thụy Điển - Thụy Sĩ - Vương quốc Anh - Ukraina - Thành Vatican |

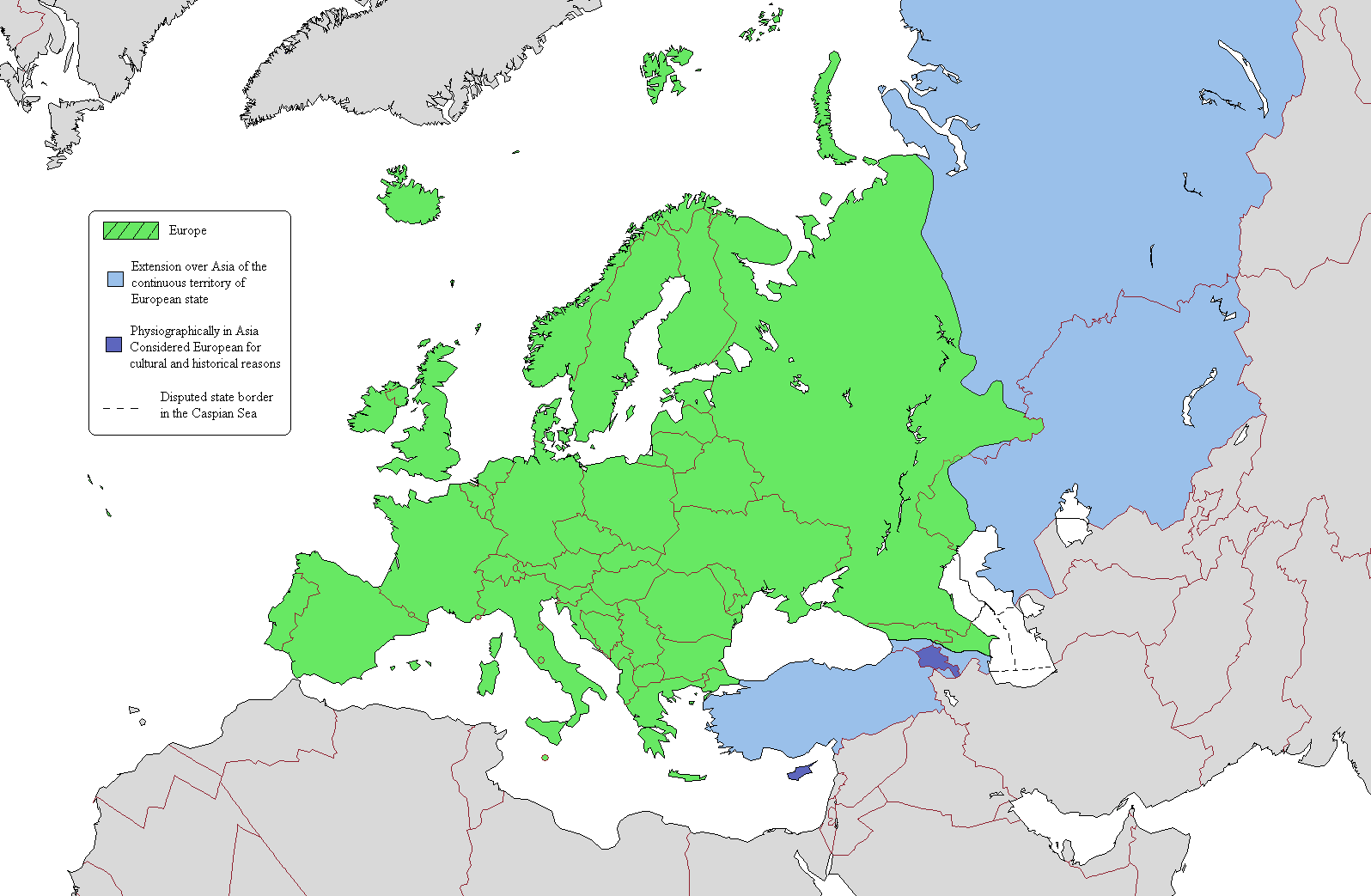
Theo bản đồ đường biên giới châu lục, lục địa châu Âu có màu xanh lá cây

1,2,3 Armenia, Azerbaijan và Gruzia nằm một phần trong châu Âu theo định nghĩa thông thường coi đỉnh của Caucasus là biên giới với châu Á.
4 Lãnh thổ châu Âu của Kazakhstan bao gồm một phần tây dãy Ural và sông Emba.
5 Phần lãnh thổ của Nga nằm phía tây dãy Ural được coi là trong châu Âu.
6 Síp có thể coi là một phần của châu Âu hoặc Tây Nam Á, nước này có quan hệ mật thiết với châu Âu về mặt lịch sử và văn hoá.
7 Lãnh thổ Thổ Nhĩ Kỳ ở châu Âu bao gồm lãnh thổ về phía tây và bắc của eo biển Bosporus và Dardanelles.
Dòng Chiến sĩ Toàn quyền Malta: Một quốc gia được quốc tế công nhận nhưng không có lãnh thổ, sở hữu các bất động sản tại châu Âu.

### Các lãnh thổ phụ thuộc
Các lãnh thổ châu Âu liệt kê dưới đây được công nhận là có văn hóa và địa lý xác định. Đa phần đều có 1 mức độ tự trị nhất định. Phần trong ngoặc giải thích tình trạng phụ thuộc của mỗi lãnh thổ.
- Quần đảo Faroe (quốc gia tự trị của Đan Mạch).
- Gibraltar (lãnh thổ hải ngoại của Vương quốc Anh).
- Guernsey (lãnh thổ phụ thuộc của hoàng gia Anh).
- Jersey (phụ thuộc vương miện Anh).
- Đảo Man (phụ thuộc hoàng gia Anh).
- Svalbard (khu tự trị của Na Uy).
- Akrotiri và Dhekelia (vùng quân sự của Vương quốc Anh trên đảo Síp).
- Åland (vùng tự trị của Phần Lan).
- Açores (Bồ Đào Nha)

Lưu ý: Đây không phải là danh sách đầy đủ các lãnh thổ phụ thuộc các nước trong châu Âu. Các lãnh thổ phụ thuộc trên các lục địa khác không được liệt kê ở đây.

### Các lãnh thổ tự ly khai
Đây là các lãnh thổ đòi tách khỏi các quốc gia độc lập. Các vùng lãnh thổ này đã tuyên bố và giành được độc lập chính thức trên thực tế (de facto), nhưng không được các quốc gia mà nó thuộc trước đó hoặc chỉ được một vài quốc gia độc lập khác công nhận chính thức theo luật (de jure).
- Abkhazia (tách ra từ Gruzia)
- Artsakh (về mặt địa lý nằm tại châu Á; được Armenia công nhận; tách ra từ Azerbaijan)
- Nam Ossetia (tách ra từ Gruzia)
- Transnistria (tách ra từ Moldova)
- Crimea (tách ra từ Ukraine), đã sáp nhập vào Nga.
- Thành phố Sevastopol trên bán đảo Crimea (tách ra từ Ukraine), đã sáp nhập vào Nga.
- Cộng hòa Thổ Nhĩ Kỳ Bắc Síp (tách ra từ Síp)
- Cộng hòa Nhân dân Donetsk (tách ra từ Ukraine)
- Cộng hòa Nhân dân Lugansk (tách ra từ Ukraine)

### Lãnh thổ dưới sự quản lý của Liên Hợp Quốc
- Kosovo và Metohia (tỉnh của Serbia)

## Các vùng ngôn ngữ và văn hóa trong châu Âu
Sự phân chia thành các vùng văn hóa và ngôn ngữ trong châu Âu đôi khi được áp dụng (thay cho phân chia về mặt địa lý) vì nó thể hiện rõ hơn mối liên hệ về văn hóa của con người ở đây. Có thể chia ra làm 3 nhóm chính là:

### Châu Âu German
Châu Âu German là nơi sử dụng các ngôn ngữ German. Khu vực này gần như tương ứng với Tây Bắc châu Âu và một số phần của Trung Âu. Tôn giáo chính trong khu vực này là đạo Tin Lành, mặc dù cũng có một số vùng miền trong đó đa phần dân chúng theo Công giáo (đặc biệt là Áo). Khu vực này bao gồm các nước: Anh Quốc, Đức, Áo, Hà Lan, Đan Mạch, Na Uy, Thụy Điển, Luxembourg, Liechtenstein, Iceland, quần đảo Faroe, vùng Thụy Sĩ nói tiếng Đức, vùng Vlaanderen thuộc Bỉ, dân cư nói tiếng Thụy Điển của Phần Lan thuộc Phần Lan, và vùng Nam Tyrol thuộc Ý.

### Châu Âu Latinh
Châu Âu Latinh là nơi nói các ngôn ngữ Rôman. Khu vực này gần như tương ứng với Tây Nam châu Âu, ngoại trừ România và Moldova nằm ở Đông Âu. Đa phần khu vực này theo Công giáo, ngoại trừ România và Moldova theo Chính thống giáo. Khu vực này bao gồm các nước: Ý, Tây Ban Nha, Bồ Đào Nha, Pháp, România, Moldova, vùng Bỉ nói tiếng Pháp và vùng Thụy Sĩ nói tiếng Pháp, cũng như vùng Thụy Sĩ nói tiếng Ý và tiếng Romansh.

### Châu Âu Slavơ
Châu Âu Slavơ là nơi nói các ngôn ngữ Slavơ. Khu vực này gần như tương ứng với Trung và Đông Âu. Tôn giáo chính là Chính thống giáo và Công giáo, thiểu số theo Hồi giáo. Khu vực này gồm các nước: Ukraina, Nga, Belarus, Ba Lan, Cộng hòa Séc, Slovakia, Slovenia, Bosna và Hercegovina, Croatia, Serbia, Montenegro, Cộng hòa Macedonia, Bulgaria.

### Các nhóm khác
Ngoài 3 nhóm chính kể trên còn có:
- Các khu vực gốc Celt: Ireland, đảo Man, Scotland, Wales, Cornwall (thuộc Quần đảo Anh) và Bretagne (thuộc Pháp). Đây là các lãnh thổ đã từng hoặc đang nói các ngôn ngữ Celt, đồng thời có chung một văn hóa ở góc độ nào đó (xem Phong trào toàn Celt). Galicia (thuộc Tây Ban Nha) cũng được một số người coi là một vùng Celt, nơi mà ngôn ngữ gốc Celt của họ đã biến mất cách đây vài trăm năm.
- Hy Lạp nói tiếng Hy Lạp, Albania nói tiếng Albania, và Armenia nói tiếng Armenia. Ba ngôn ngữ này tạo thành ba nhánh riêng trong ngữ hệ Ấn-Âu. Tuy nhiên, Hy Lạp (cũng như cả cộng đồng người Hy Lạp tại Cyprus) có thể xếp vào nhóm châu Âu Latinh do liên hệ địa lý và văn hóa với khu vực Địa Trung Hải, hoặc nhóm châu Âu Slavơ do đa phần người dân theo Chính thống giáo Đông phương. Albania đa dạng tôn giáo, và Armenia theo Chính thống giáo Cổ Đông phương.
- Latvia và Litva nói các ngôn ngữ Balt. Phổ từng nói tiếng Phổ cổ thuộc nhóm này trước khi ngôn ngữ này tuyệt chủng.
- Phần Lan và Estonia do vị trí địa lý nên được xếp vào các nước Bắc Âu mặc dù có ngôn ngữ cùng thuộc ngữ hệ Ural với tiếng Hungary (tuy không chặt). Nhóm ngôn ngữ Finn còn bao gồm một số ngôn ngữ thiểu số tại Tây Bắc Nga.
- Hungary nói tiếng Hungary (Magyar), một ngôn ngữ có liên hệ với tiếng Phần Lan và tiếng Estonia. Do vị trí địa lý, Hungary được xếp vào các nước Trung và Đông Âu.
- Nhóm ngôn ngữ Ibero-Caucasus bao gồm nhiều sắc tộc trong khắp vùng Kavkaz (cả Nam và Bắc). Nhóm này bao gồm các sắc dân Gruzia, Abkhaz, Circassia, Chechen, Avar và một số sắc dân nhỏ khác có gốc từ vùng Kavkaz. Hai tôn giáo chủ yếu là Chính thống giáo và Hồi giáo.

### Đặc điểm chính của châu Âu
- Văn hóa châu Âu
- Kinh tế châu Âu
- Địa lý châu Âu
- Lịch sử châu Âu
- Chính trị châu Âu
- Giao thông châu Âu
- Eurozone
- Liên minh châu Âu
- Euroregion
- Europium

### Danh sách và bảng biểu
- Con người
  - Diện tích và số dân các nước châu Âu
  - Thống kê Liên minh châu Âu
  - Các khu vực đô thị đông dân nhất của châu Âu
  - Các khu vực đô thị đông dân nhất của Liên minh châu Âu
- Kinh tế
  - Danh sách các quốc gia châu Âu theo GDP danh nghĩa 2012
  - Danh sách các quốc gia châu Âu theo nội tệ
  - Kinh tế Liên minh châu Âu
  - Xếp hạng tài chính và xã hội các nước châu Âu
  - GDP các nước châu Âu
- Chính trị
  - Tên các thành phố châu Âu
  - Ngày độc lập của các nước châu Âu
  - Các tổ chức quốc tế trong châu Âu (bảng thành viên)
- Khác
  - Các chủ đề về châu Âu
  - Danh sách các quốc gia châu Âu theo diện tích
  - Danh sách các quốc gia châu Âu theo ngôn ngữ chính thức
  - Danh sách các quốc gia và vùng lãnh thổ châu Âu theo tỉ lệ mặt nước
  - Danh sách các quốc gia châu Âu theo chiều dài đường bờ biển